# Passepartout (informatica)
Passepartout è un programma open source di impaginazione per X Window System. Fa parte del progetto GNOME.